# Amtsgericht Mülhausen

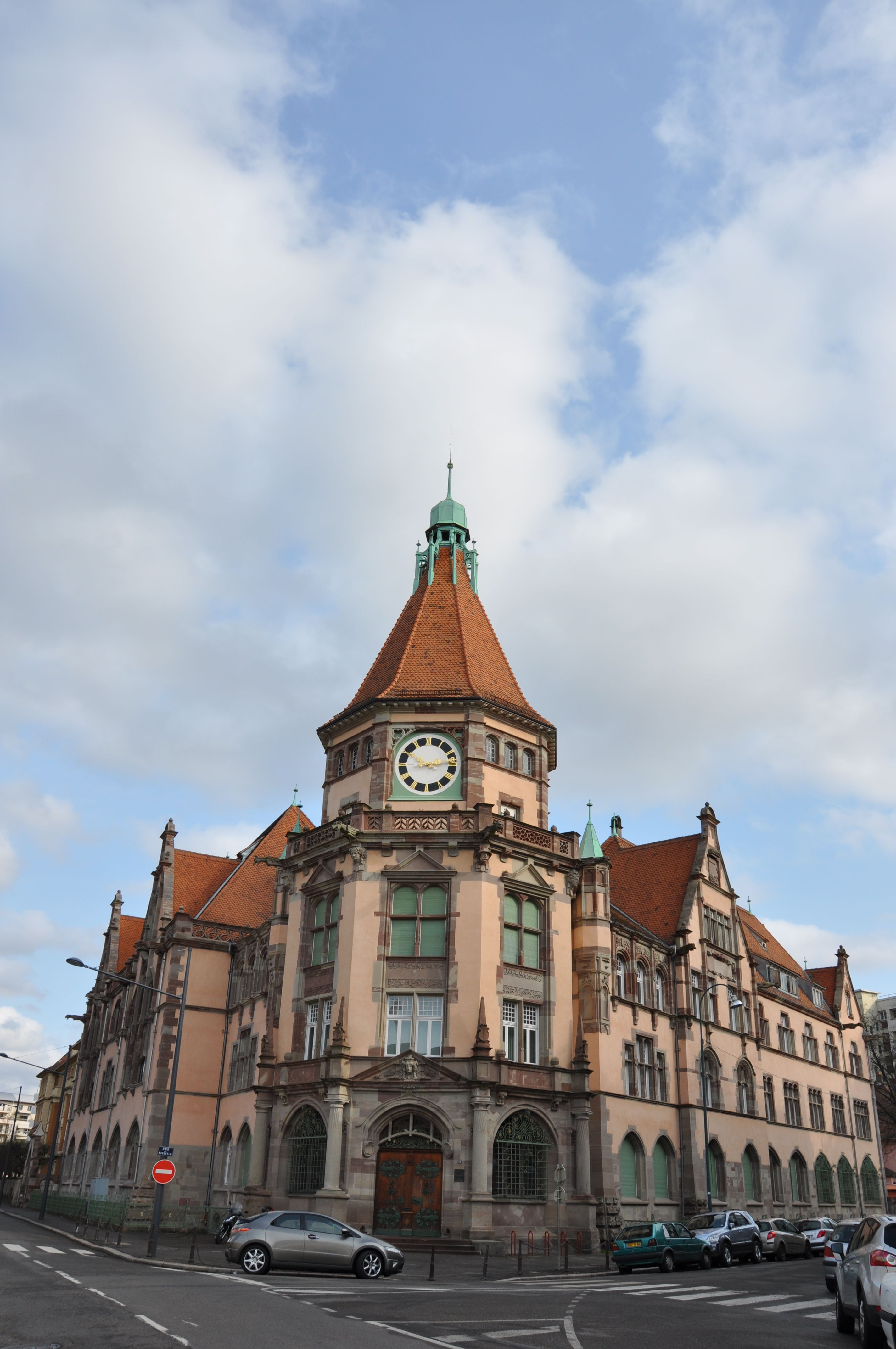
Gerichtsgebäude

Das Amtsgericht Mülhausen war ein deutsches Amtsgericht mit Sitz in Mülhausen in den Jahren 1879 bis 1918.

## Geschichte
Mülhausen und Habsheim waren Sitze von französischen Friedensgerichten. Nach der Abtretung Elsass-Lothringens im Frieden von Frankfurt an das Deutsche Reich 1871 wurde die Gerichtsstruktur mit dem Gesetz, betreffend Abänderung der Gerichtsverfassung vom 14. Juli 1871 und der Ausführungsbestimmung hierzu vom gleichen Tag neu geregelt. Dabei wurden die Friedensgerichte beibehalten. Durch Verordnung des Reichskanzlers vom 7. August 1871 wurde das Friedensgericht Landser aufgehoben und sein Sprengel dem Friedensgericht Habsheim zugeordnet.
Im Rahmen der Reichsjustizgesetze wurden 1879 die Friedensgerichte im Reichsland Elsass-Lothringen aufgehoben und Amtsgerichte gebildet. Es entstand jedoch kein Amtsgericht Habsheim. Der Kanton Habsheim wurde stattdessen dem Amtsgericht Mülhausen zugeordnet. Das Amtsgericht Mülhausen war dem Landgericht Mülhausen nachgeordnet.
Am Gericht bestanden 1880 vier Richterstellen. Das Amtsgericht war das größte Amtsgericht im Landgerichtsbezirk. Es war auch Rheinschifffahrtsgericht.
Der Gerichtsbezirk umfasste 1895 den Kanton Habsheim, den Kanton Mülhausen-Nord und Kanton Mülhausen-Süd mit 333 Quadratkilometern und 118.726 Einwohnern und 31 Gemeinden.
Nach der Abtretung Elsass-Lothringens an Frankreich nach dem Ersten Weltkrieg wurde das Amtsgericht Mülhausen als „Tribunal cantonal Mulhouse“ weitergeführt. Im Zweiten Weltkrieg wurde 1940 von der deutschen Besatzungsmacht die vorgefundene Gerichtsstruktur unter Verwendung deutscher Ortsnamen und Behördenbezeichnungen, hier also wieder als Amtsgericht Mülhausen, fortgeführt. Heute besteht das Tribunal d’instance de Mulhouse.

## Gerichtsgebäude
Das Gerichtsgebäude trägt die heutige Adresse 44 avenue Robert Schuman und steht als Monument historique unter Denkmalschutz. Es wurde zwischen 1899 und 1902 von dem Straßburger Architekten Joseph Müller im Stil des Historismus errichtet. Das Gebäude besteht aus zwei rechtwinklig zueinander stehenden Gebäudeteilen mit Risaliten und Zwerchhäusern, die über einen oktogonalen Turm mit Eingangsbereich verbunden sind. Das Obergeschoss des Turmes ist zurückgesetzt, sodass hier eine Terrasse mit Balustrade entstand.